# Воєводіна Валентина Григорівна
Валентина Григорівна Воєводіна (нар. 1953) — доярка радгоспу «Дубовський» Спаського району Приморського краю, повний кавалер ордена Трудової Слави (1991).

## Біографія
Народилася в 1953 році в селі Калинівка нині Спаського району Приморського краю. Росіянка. Закінчила середню школу.
Трудову діяльність розпочала на молочній фермі дояркою в колгоспі «Вільна праця». У 1974 році «Вільна праця» злили з Дубовським радгоспом.
Переїхала в сусіднє село Дубовське. Продовжувала працювати дояркою. Домоглася високих показників.
Указом Президії Верховної Ради СРСР від 23 грудня 1976 року нагороджена орденом Трудової Слави 3-го ступеня .
Указом Президії Верховної Ради СРСР від 21 грудня 1983 року нагороджена орденом Трудової Слави 2-го ступеня.
Указом Президії Верховної Ради СРСР від 25 серпня 1989 року за успіхи, досягнуті в збільшенні виробництва і заготівель продуктів землеробства і тваринництва на основі впровадження прогресивних технологій і передових методів організації праці, Воєводіна Валентина Григорівна нагороджена орденом Трудової Слави 1-го ступеня. Стала повним кавалером ордена Трудової Слави.
Обиралася депутатом районної ради народних депутатів. Була делегатом Установчого з'їзду Селянської спілки СРСР (1990).
Почесний громадянин Спаського району.
Проживає в селі Дубовське.